# Paradiestus penicillatus
Paradiestus penicillatus là một loài nhện trong họ Corinnidae.
Loài này thuộc chi Paradiestus. Paradiestus penicillatus được Cândido Firmino de Mello-Leitão miêu tả năm 1939.